# 鶴間公園遺跡
座標: 北緯35度30分36.0秒 東経139度28分08.8秒 / 北緯35.510000度 東経139.469111度

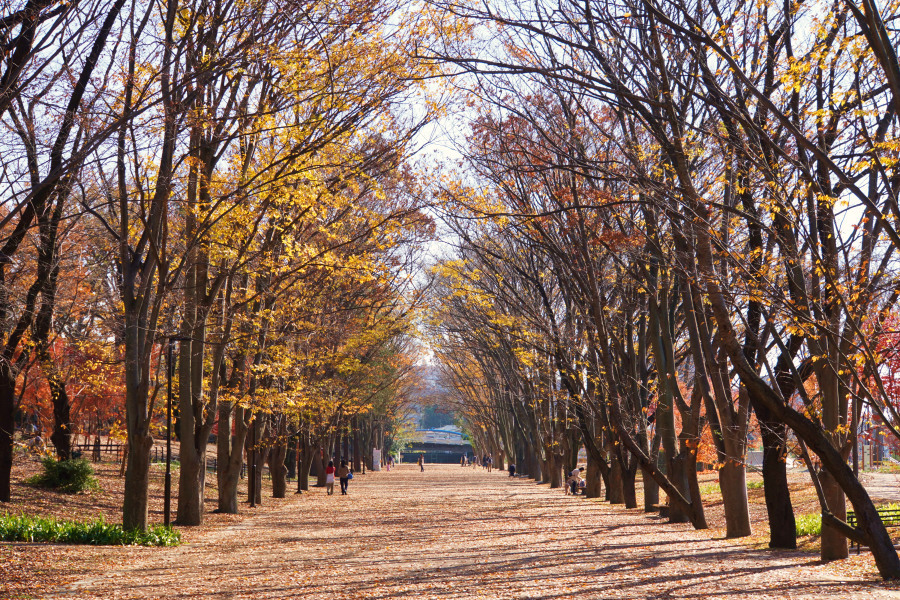
遺跡所在地である鶴間公園。

鶴間公園遺跡（つるまこうえんいせき）は、東京都町田市鶴間3丁目1-1の鶴間公園内にある古墳時代から平安時代にかけての複合遺跡である。埋蔵文化財包蔵地名は町田市No.999遺跡（まちだしナンバー999いせき）。南町田グランベリーパーク開発に伴い発掘調査され、古墳時代終末期から奈良時代初頭（7世紀後半～8世紀初頭）の集落跡（竪穴建物）などが検出された。

## 概要
境川左岸に面した相模野台地の一角に位置し、標高は75～77メートルである。南町田グランベリーパーク駅の南西に位置する。当地域一帯は住宅地や道路、商業地などとして都市化が進んでいるが、鶴間公園となっている範囲は自然林に近い旧状が残り、東京都によって古墳時代から奈良・平安時代にかけての土器などの遺物が散布する埋蔵文化財包蔵地「町田市No.999遺跡」として周知されていた。
旧グランベリーモールを南町田グランベリーパークとするための再開発（町田市南町田駅周辺整備事業）により、鶴間公園も同パークの一部として再整備されるのに先立ち、2015年（平成27年）2月と2016年（平成28年）10月に埋蔵文化財の有無を確認する試掘調査が実施された。その結果、地中に遺構の存在が確認され、土木工事で影響が及ぶと判断された公園東端の375平方メートルの範囲について、2017年（平成29年）1月27日から3月3日にかけて本発掘調査（準備期間ふくむ）が実施された。発掘調査は町田市の依頼を受けた株式会社四門（しもん）の文化財事業部が担当した。

### 調査結果
調査地点は公園東隅の一角で、調査区は長さ約22メートル・幅約5メートルという狭い範囲（375平方メートル）であったが、古代（古墳時代後期から奈良時代初頭）にあたる7世紀後半から8世紀初頭の遺物を伴う竪穴建物跡2軒・溝状遺構2条・道路状遺構1条・土坑6基・小穴5基のほか、近世（江戸時代）以降と考えられる土坑4基（うち2基は倒木の跡と判明）が検出された。
古代の竪穴建物2軒は調査区東隅の、標高が最も高い位置で検出され、竪穴壁面にカマド（竈）を伴っていた。出土した土器は、土師器・須恵器であるが、土師器（坏・甕）が大半を占める。1号竪穴建物では古墳時代後期の鬼高（おにたか）式系と呼ばれる土師器が主体的に出土したが、2号竪穴建物からは「相模型」と呼ばれる古墳時代最終末期から奈良時代以降の相模国地域に特徴的に見られる土師器が出土した。このほか、編物石（1号竪穴建物）やカマドの土製支脚（2号土坑）などが出土している。
調査箇所は遺跡全体のごく一部であるが、竪穴建物等が検出されたことで、この地域に古代集落が存在していたことを明らかにする成果となった。